# Roque de los Muchachos
El Roque de los Muchachos es el punto más alto de la isla de La Palma, en Canarias. Se sitúa entre el término municipal de El Paso y Garafía. Alcanza una altitud de 2428 m s. n. m., lo que hace de La Palma la segunda isla más alta del archipiélago, tras Tenerife, y de los archipiélagos atlánticos en general, seguida de cerca por el Pico en Azores, Portugal.

## Etimología
El nombre de Roque de los Muchachos proviene de la forma del mismo, pues son una serie de pequeños roques de unos 3 metros de altura, que se asemejan a un grupo de muchachos. El Roque de los Muchachos es uno de los monumentos naturales más importantes de la isla de La Palma.

## Características
El Roque de los Muchachos cierra la Caldera de Taburiente por su zona norte. Se formó debido al fuerte empuje que el magma profundo ejerció sobre unas coladas levantándolas y fracturándolas. Posteriormente el resto del macizo desapareció en la depresión que ahora es la Caldera, debido a grandes deslizamientos por efecto de la gravedad, completada con el efecto erosivo de las aguas. Colinda con el municipio de El Paso, con unos contrafuertes dentro de La Caldera de Taburiente que sostienen geológicamente sus cumbres.
En el Roque de los Muchachos, dadas sus especiales condiciones climáticas, bañado por el aire fresco y laminar del Atlántico, sin turbulencias, y también a su gran altura, que garantiza una luz estable y prístina, se sitúa el Observatorio Astrofísico del Roque de los Muchachos.
Desde la cumbre se pueden ver las islas de Tenerife, La Gomera y El Hierro si hay buena visibilidad.

## Accesos
Al Roque de los Muchachos se puede acceder en vehículo a través de la carretera LP-4, ya sea por el este de la Isla de La Palma (Acceso desde Mirca), o desde el oeste (Barrio de Hoya Grande, en Garafía).
Asimismo, hasta el Roque de los Muchachos llegan diversos caminos que forman parte de la red insular de senderos, siendo míticas la Fuente Nueva y la de Olén, que servían de abrevaderos naturales para los ganados cuando, en verano subían de la zona baja a aprovechar los pastos de este zona, más frescos y abundantes en esta época del año.

## Galería

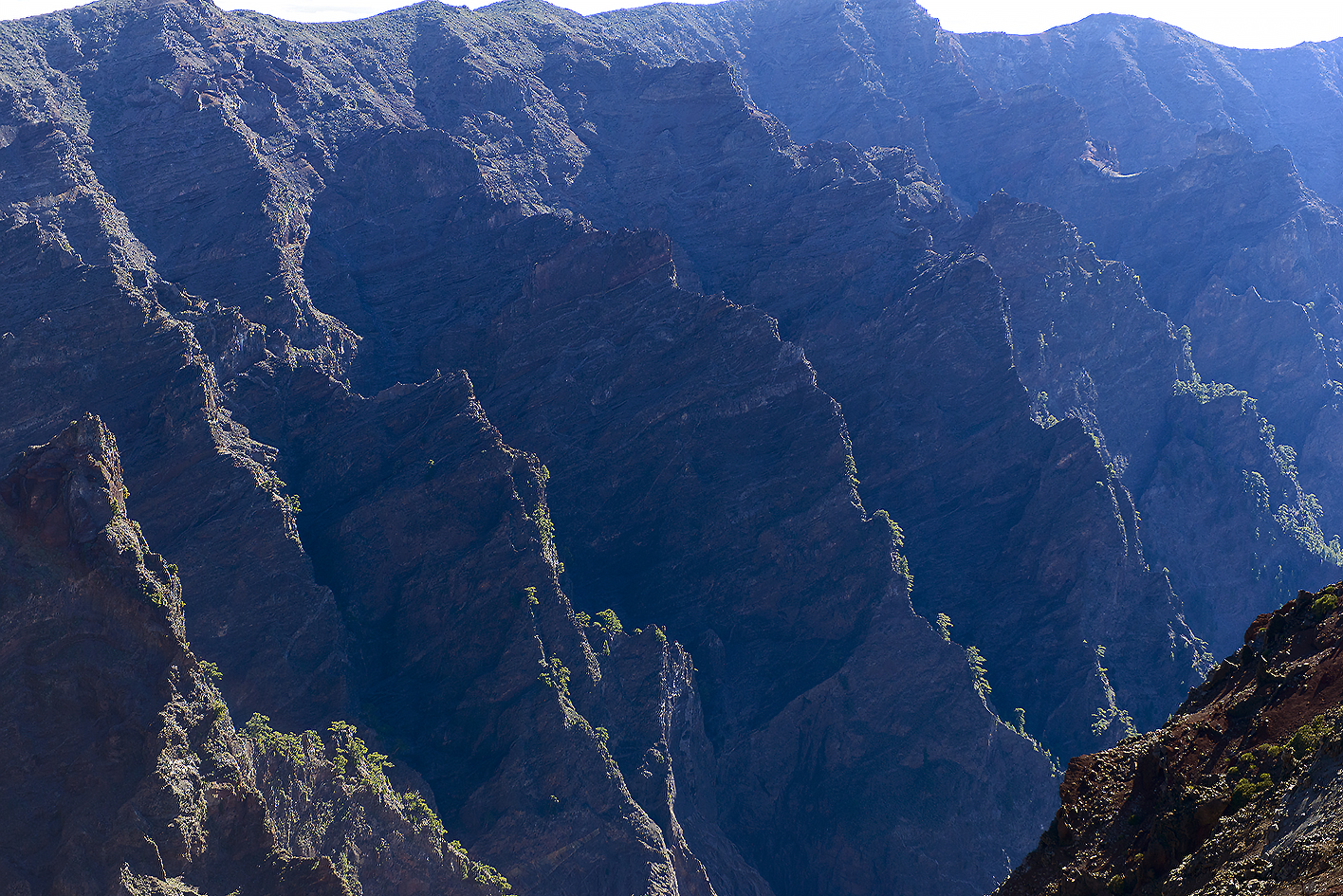
Estructura que sirve de contrafuerte como soporte de Los Andenes y el Roque de Los Muchachos, Hoya Grande (Garafía).
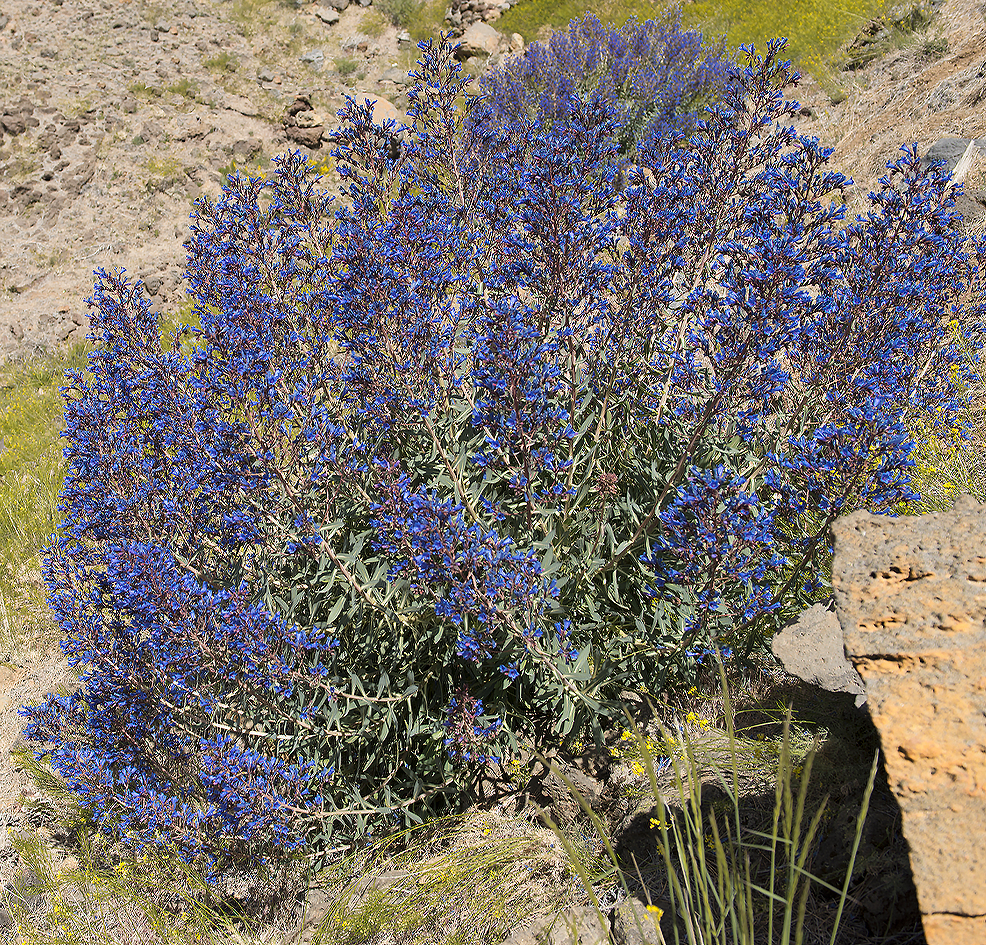
Tajinaste azul, subiendo al Roque de Los Muchachos.
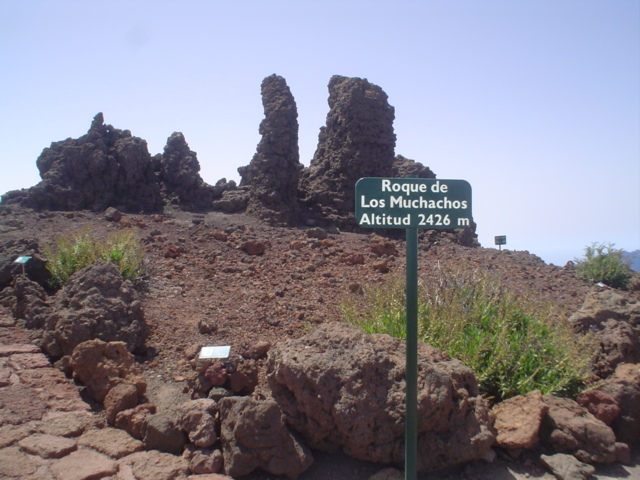
Parte superior de la cima.
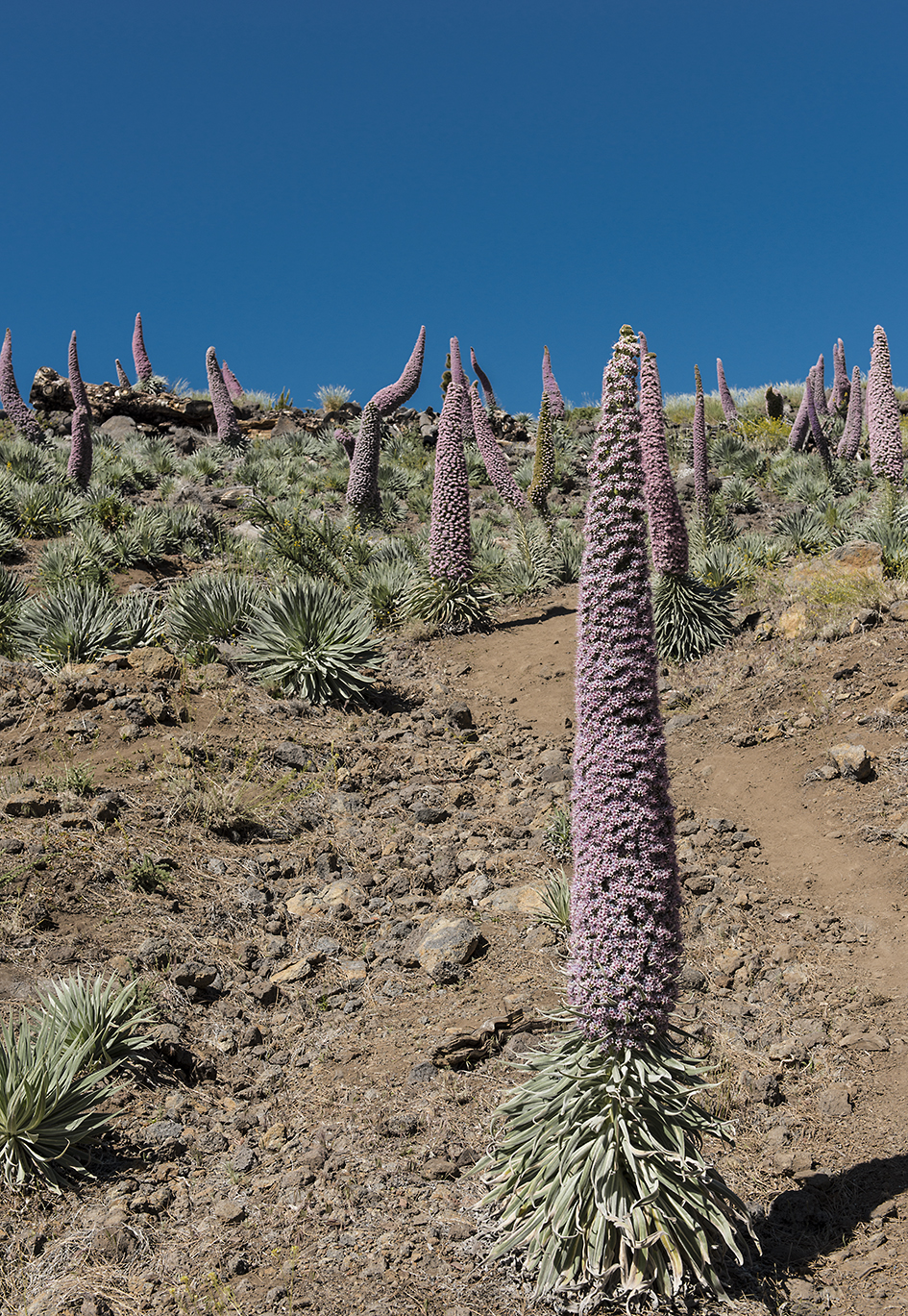
Tajinaste Rosa en floración, camino del Roque de los Muchachos, Hoya Grande, Garafía, La Palma.
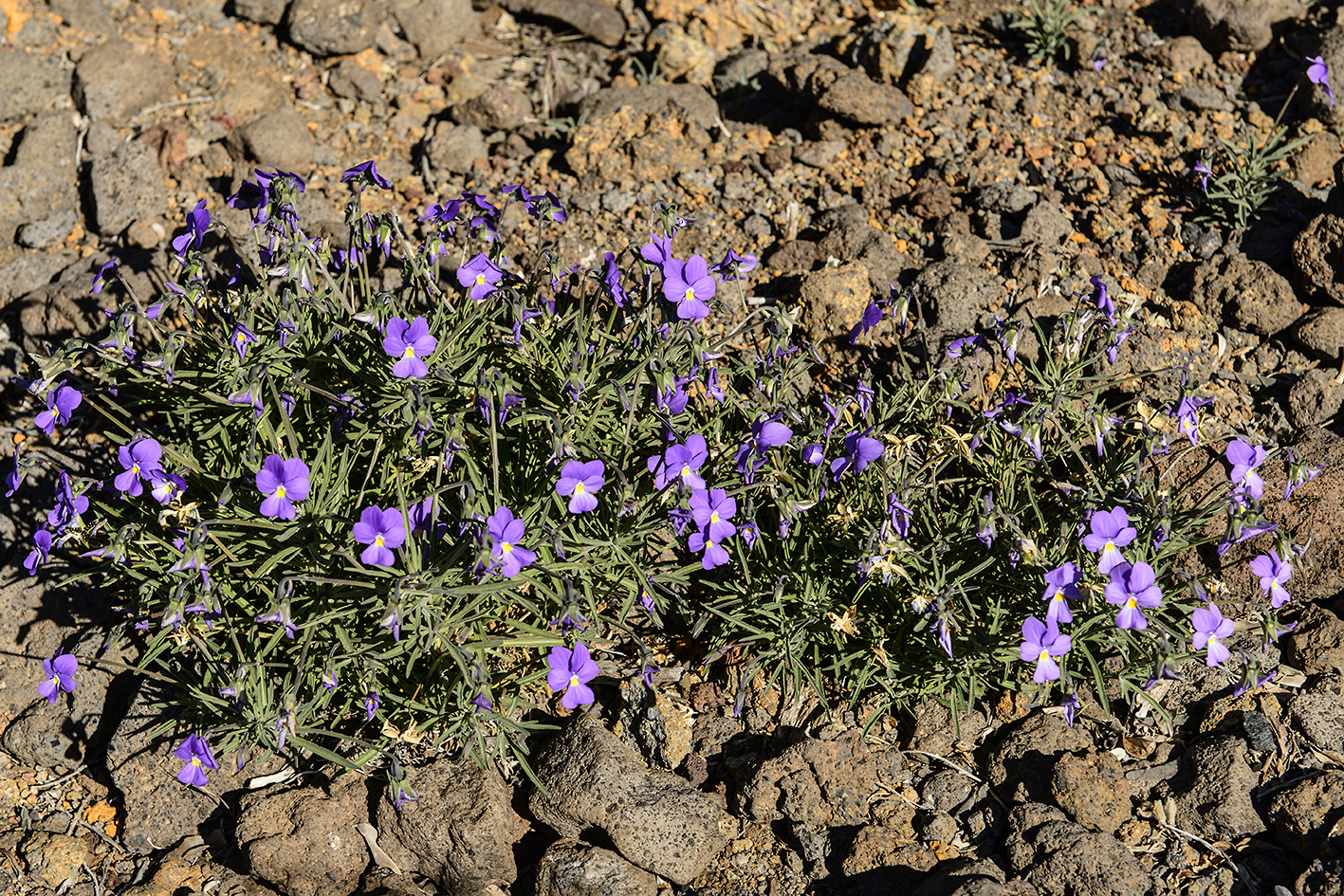
Variedad de violeta de Garafía, en los altos de la cumbre, Hoya Grande, camino del Roque de los Muchachos.